# Frank Kelly Edmondson

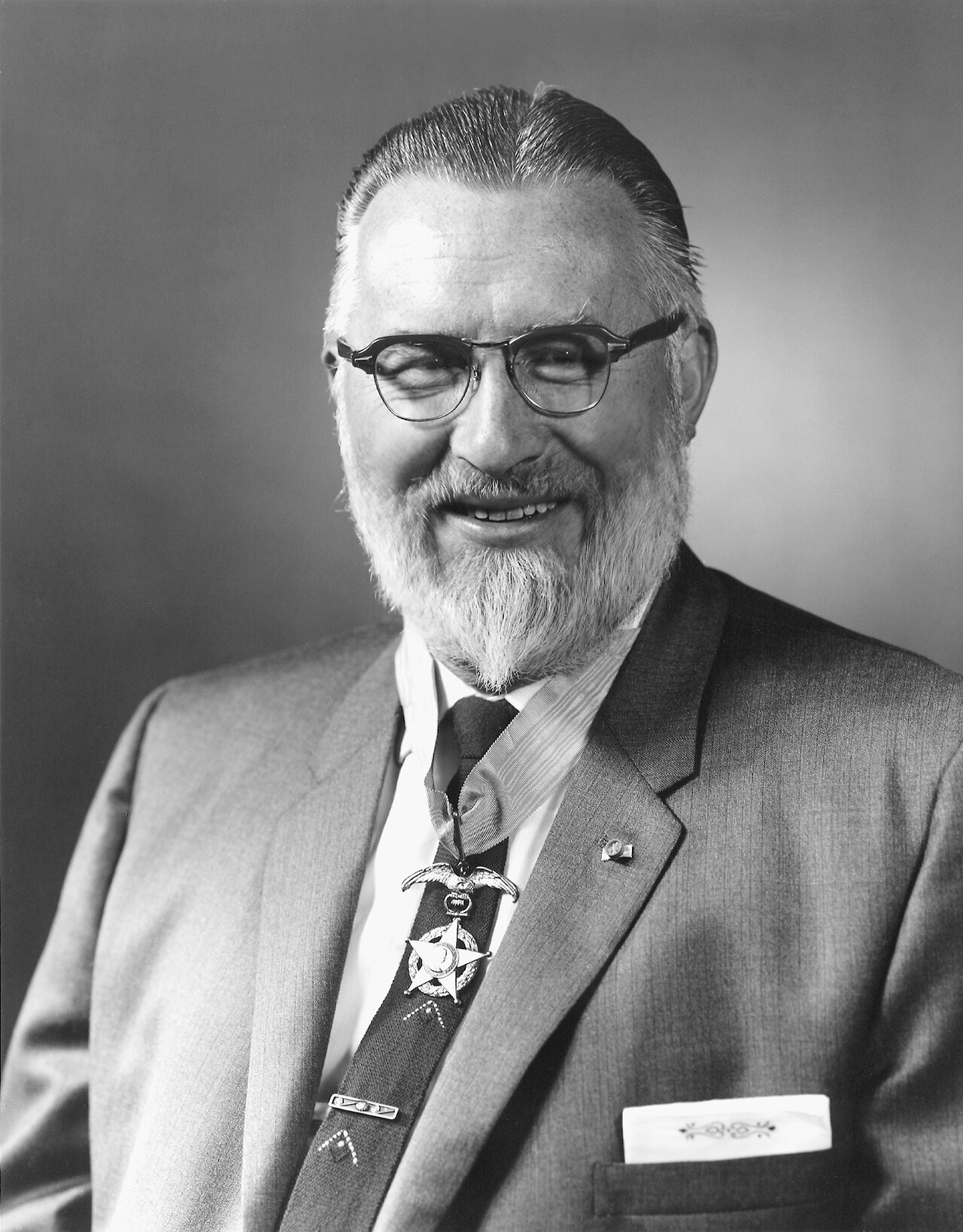

Frank Kelly Edmondson (Milwaukee, 1 de agosto de 1912 – Bloomington, Indiana, 8 de dezembro de 2008) foi um astrônomo estadunidense.
Trabalhou com Clyde Tombaugh, o descobridor de Plutão. 
O asteroide 1761 Edmondson é denominado em sua memória.